# Liang Yan
Dans ce nom chinois, le nom de famille, Liang, précède le nom personnel.
Liang Yan, née le 4 octobre 1961 à Xiaoyi, est une joueuse de volley-ball chinoise.

## Palmarès
- Jeux olympiques (1)
  - Vainqueur : 1984
- Championnat du monde (2)
  - Vainqueur : 1982 et 1986
- Coupe du monde (2)
  - Vainqueur : 1981, 1985
- Championnat d'Asie et d'Océanie (1)
  - Vainqueur : 1979
- Jeux asiatiques (2)
  - Vainqueur : 1982 et 1986